# سوتساگو
سوتساگو (به ایتالیایی: Sozzago) یک کومونه در ایتالیا است که در استان نووارا واقع شده‌است.

## خصوصیات
سوتساگو ۱۲٫۹ کیلومترمربع مساحت و ۹۵۳ نفر جمعیت دارد.